# NGC 2332
NGC 2332 est une galaxie lenticulaire située dans la constellation du Lynx. NGC 2332 été découverte par l'astronome germano-britannique William Herschel en 1790.

## Caractéristiques
Sa vitesse par rapport au fond diffus cosmologique est de 5 917 ± 9 km/s, ce qui correspond à une distance de Hubble de 87,3 ± 6,1 Mpc (∼285 millions d'al).
À ce jour, deux mesures non basées sur le décalage vers le rouge (redshift) donnent une distance de 78,150 ± 6,152 Mpc (∼255 millions d'al), ce qui est à l'intérieur des valeurs de la distance de Hubble. Notons cependant que c'est avec la valeur moyenne des mesures indépendantes, lorsqu'elles existent, que la base de données NASA/IPAC calcule le diamètre d'une galaxie et qu'en conséquence le diamètre de NGC 2332 pourrait être d'environ 39,3 kpc (∼128 000 al) si on utilisait la distance de Hubble pour le calculer.
NGC 2332 est une radiogalaxie à spectre continu (Flat-Spectrum Radio Source). C'est aussi un blazar, un acronyme de l'anglais blazing quasi-stellar radiosource que l'on peut traduire par « source radio éclatante quasi-stellaire ».